# Algernon Keith-Falconer, 9. Earl of Kintore

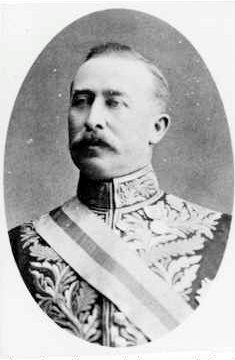
Algernon Keith-Falconer, 9. Earl of Kintore

Algernon Hawkins Thomond Keith-Falconer, 9. Earl of Kintore, GCMG, PC, (* 12. August 1852 in Edinburgh, Schottland; † 3. März 1930 in London, England) war ein britischer Politiker und Gouverneur von South Australia.

## Leben
Keith-Falconer wurde als erster Sohn von Francis Alexander Keith-Falconer, 8. Earl of Kintore, und seiner Frau Louisa Madeleine Hawkins geboren. Er studierte am Eton und Trinity College, Cambridge und erlangte den Masterabschluss im Jahre 1877. Einer seiner Brüder war der Gelehrte und Missionar Ion Keith-Falconer.
Ab 1880, als er 9. Earl of Kintore die Adelstitel seines Vaters bei dessen Tod als erbte, war er Mitglied des House of Lords. Im Jahre 1885 wurde er Chief Whip der Konservativen im House of Lords.
1889 wurde er zum Gouverneur von South Australia ernannt. Keith-Falconer unternahm ausgedehnte Reisen durch Australien, weit mehr als seine Vorgänger. 1891 durchquerte er den Kontinent von Darwin nach Adelaide. Seine Amtszeit war durch wirtschaftliche Probleme und mehrere Streiks geprägt, darunter einen Streik von Minenarbeitern in Broken Hill im Jahre 1892. Als Freimaurer wurde er Großmeister der Vereinigten Großloge von South Australia. 1895 trat Keith-Falconer von seinem Gouverneursamt zurück.
Im Folgenden war er Lord-in-Waiting am Hof von Königin Victoria und danach Eduard VII. In dessen Auftrag war er in diplomatischen Missionen in Europa unterwegs. Keith-Falconer starb am 3. März 1930 in London.

## Ehe und Nachkommen
1873 heiratete er Lady Sydney Charlotte Montagu, die Tochter von George Montagu, 6. Duke of Manchester. Sie hatten zwei Töchter und zwei Söhne:
- Ethel Sydney Keith-Falconer, 11. Countess of Kintore (1874–1974) ⚭ John Baird, 1. Viscount Stonehaven;
- Lady Hilda Madeleine Keith-Falconer (1875–1967);
- Ian Douglas Montagu Keith-Falconer, Lord Inverurie (1877–1897);
- Arthur George Keith, 10. Earl of Kintore (1879–1966) ⚭ Helena Zimmerman.

Seine Titel erbte sein zweiter Sohn Arthur, da der erstgeborene bereits vorverstorben war. Als Arthur 1966 kinderlos starb, fielen die Titel an dessen ältere Schwester.

## Auszeichnungen und Ehrungen
- Knight Grand Cross of the Order of St. Michael and St. George (1889)
- Großkreuz des Ordens der Krone von Italien
- Roter Adlerorden I. Klasse
- Großkreuz des portugiesischen Christusordens
- Ehrendoktorwürden der University of Adelaide und University of Aberdeen
- Mitglied der Royal Society of Edinburgh (1878)[1]